# امیر حسین‌آبادی
امیر حسین‌آبادی (زاده ۱۳۲۷، حسین آباد، سبزوار)، حقوق‌دان ایرانی، رئیس پیشین کانون وکلای دادگستری مرکز، وکیل مدافع در چندین پروندهٔ شخصیت‌های مهم سیاسی ایران، استاد فعلی و عضو سابق هیئت علمی دانشگاه شهید بهشتی و قاضی بازنشستهٔ دادگستری می‌باشد. وی سابقهٔ سه دوره عضویت در هیئت مدیرهٔ کانون وکلای دادگستری مرکز را در کارنامهٔ خود دارد و در سال ۱۳۹۵ با رای اکثریت اعضای هیئت مدیره کانون به ریاست کانون مرکز برگزیده شد. از حسین‌آبادی تاکنون هشت مقاله در مجلات معتبر ایران به چاپ رسیده‌است.

## تحصیلات
امیرحسین‌آبادی داری مدرک کارشناسی حقوق قضایی و کارشناسی ارشد حقوق خصوصی از دانشگاه تهران و دکترای حقوق خصوصی از دانشگاه مونتسکیو فرانسه می‌باشد. وی همچنین از سال ۱۳۷۰ به مدت ۲۰ سال عضو هیئت علمی دانشکده حقوق دانشگاه شهید بهشتی بود.